# Sophie-Charlotte-Platz (metropolitana di Berlino)
La stazione di Sophie-Charlotte-Platz è una stazione della metropolitana di Berlino, sulla linea U2.
È posta sotto tutela monumentale (Denkmalschutz).